# Frankistické Španělsko
Frankovo nebo frankistické Španělsko (španělsky España franquista), také frankistická diktatura (dictadura franquista), jsou historická označení pro historické období Španělska, kdy se vlády po porážce republiky v občanské válce chopil generál Francisco Franco, autoritativní politik a nejvyšší představitel Španělska od roku 1939 až do své smrti v roce 1975. Oficiální název tehdejšího Španělska byl Španělský stát (španělsky Estado Español), formálně ještě Španělské království (Reino de España).

## Historie

### Frankova cesta k moci
Poté, co byla v roce 1931 vyhlášena ve Španělsku republika, byl protirepublikánsky smýšlející Francisco Franco degradován na velitele pěší brigády a odvelen nejprve do severozápadního Španělska a pak na Baleáry. V republice začala dominovat levice. Franco se zpět do Španělska vrátil až v roce 1934, aby v Asturii potlačil dělnické povstání, což se mu podařilo nasazením vojáků cizinecké legie a maurských jednotek. Zásah proti dělníkům byl velmi brutální a Franco byl za splnění úkolu povýšen v roce 1935 na vrchního velitele španělských jednotek v Maroku a zanedlouho na šéfa generálního štábu. Této pozice využil k tomu, aby republikánskou armádu postupně očistil od republikánských důstojníků a podpořil důstojníky smýšlející monarchisticky. Poté, co moc v zemi převzala Lidová fronta, byl Franco znovu vypovězen, tentokrát na Kanárské ostrovy, kde se stal vojenským velitelem. V roce 1936 pak Franco stanul v Maroku v čele vojenského povstání proti Lidové frontě a republice. S pomocí nacistického Německa a fašistické Itálie bylo do konce října 1936 dopraveno ze severní Afriky do republikánského Španělska téměř čtrnáct tisíc legionářů a 269 tun válečného materiálu. Ve Španělsku vypukla občanská válka, v níž proti sobě stály na jedné straně vláda socialistů, komunistů, anarchistů a části liberálů oficiálně podporovaná SSSR, Mexikem a na druhé straně pravicoví povstalci (monarchisté a nacionalisté) podporovaní Itálií a Německem. Franco po těžkých a krvavých bojích zvítězil a podporovaný armádou, katolickou církví a falangou, jedinou povolenou politickou stranou, nastolil ve Španělsku diktaturu. V roce 1938 udělil španělský kardinál Gomar Frankovi titul vůdce Španělska s Boží milostí. Francisco Franco vydal v roce 1947 Zákon o nástupnictví, čímž ve Španělsku obnovil monarchii a zařídil, aby se po jeho smrti stal králem opět příslušník z rodu španělských Bourbonů.

### Základní charakteristika Frankova režimu

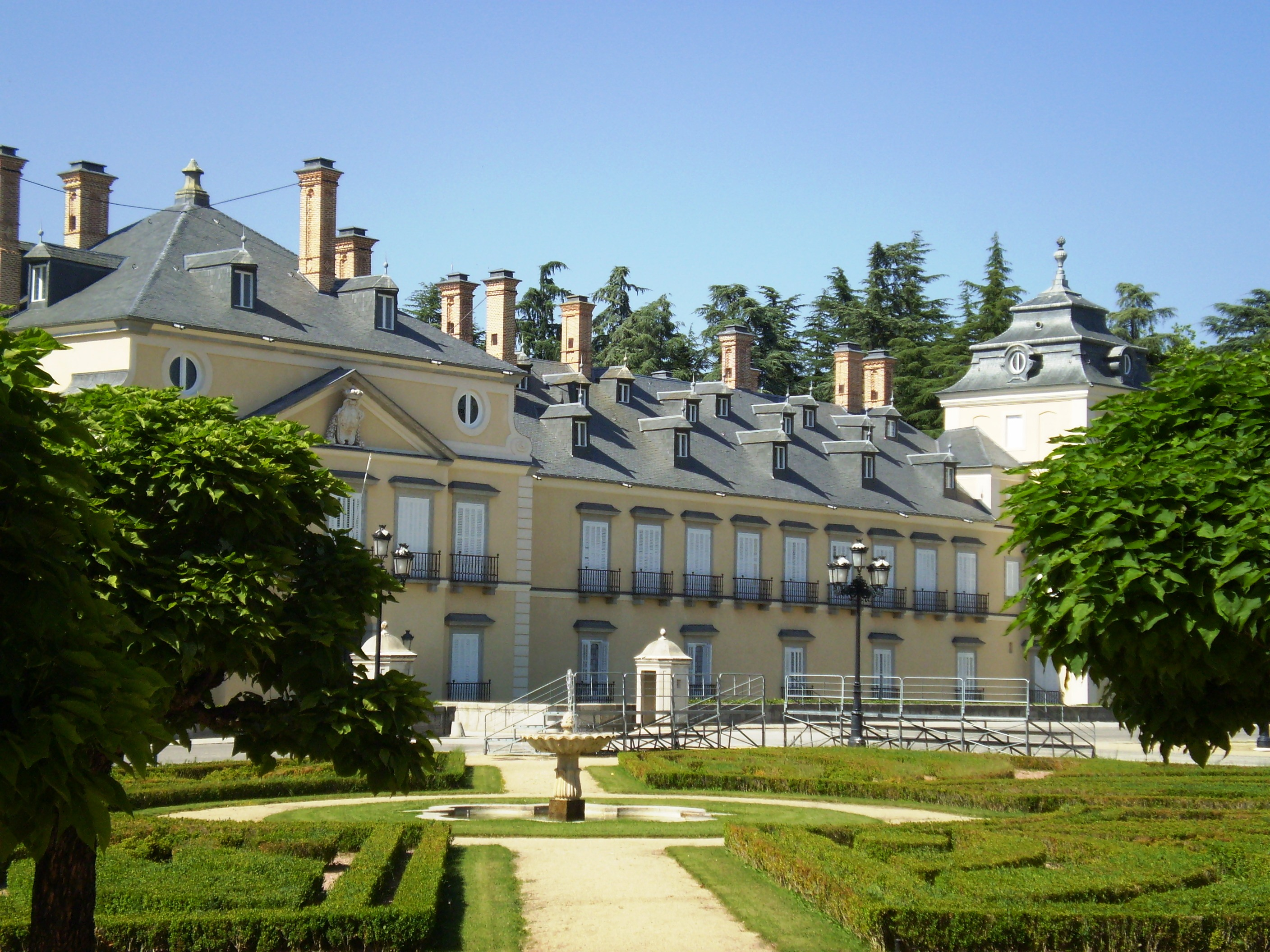
Francova rezidence v Madridu

Ačkoliv Frankův režim je začasté označován jako fašistický, a zejména ve svých počátcích počítal s podporou fašistů ve Španělsku i zahraničí, významná část badatelů jej považuje za nacionalisticko-konzervativní, případně klerofašistický. Mnohé rysy frankistického uspořádání jsou v rozporu s obecnou charakteristikou totalitních režimů – frankisté systematicky nebudovali „nového člověka“, i když sám Franco svůj režim krátce po jeho nastolení za totalitní prohlásil. Franco potlačoval veškerou liberální, demokratickou a socialistickou opozici, zakázal svobodné odbory a vytvořil jedinou státem kontrolovanou odborovou organizaci. Potlačoval snahy Basků a Katalánců, popř. Galicijců o autonomii (včetně jejich národních jazyků) a tvrdě postupoval proti svým politickým odpůrcům, z nichž většina skončila ve vězení, na popravišti nebo v exilu. Na druhé straně, Frankovo Národní hnutí zapojilo většinu obyvatelstva do svých nejrůznějších organizací. Důraz byl kladen spíše na hierarchické pojetí společnosti, pořádek a stabilitu nežli na konkrétní politické vize.
Ve Frankově režimu hrál důležitou roli katolicismus, z jehož morálních požadavků přímo vycházely některé státní zákony. A tak byly anulovány občanské sňatky z doby předchozího režimu, a lidem byla nabídnuta jediná možnost, jak je obnovit – v katolickém kostele. Nadále tedy byly úředně platné pouze sňatky požehnané katolickou církví. Ve Frankově režimu neexistovala možnost rozvodu, razantně byly omezeny interrupce i antikoncepce. Frankistický režim svými zákony i sociální politikou prosazoval velmi konzervativní roli ženy ve společnosti – závislá nejprve na otci, následně na manželovi, její místo tu bylo hlavně v rodině, péči o děti. Tato vize byla podporována též oficiální vládní kampaní. Hned po vyhrané občanské válce bylo zrušeno mnoho zákonů, které měnily roli žen ve společnosti liberálním směrem. Ženy se tak opět nemohly stávat soudkyněmi a jejich právní status i finanční situace měla záviset zejména na otci nebo manželovi. Za mimomanželské vztahy mohli být lidé odsouzeni do vězení. Až do 70. let potřebovala žena ke zřízení bankovního účtu souhlas svého otce nebo manžela. K posunům v těchto záležitostech začalo docházet až ke konci Frankovy vlády ve Španělsku. V roce 1954 byl přijat zákon, který definoval jako trestné činy pedofilní i homosexuální chování, a také prostituci. Aplikace těchto zákonů v praxi nebyla příliš důsledná a dopadala především na chudé lidi.
Režim své moci zneužíval a snažil se prosazovat svou ideologii mj. odebíráním dětí rodičům, kteří byli vůči režimu v opozici. Do těchto praktik byli zapojeni i někteří lékaři, kněží a řádové sestry, kteří matkám po porodu sdělovali, že jejich dítě zemřelo. Podle odhadů takto bylo rodičům odebráno a párům loajálním k režimu předáno (ale i prodáno) na 30 až 300 tisíc dětí.

### Frankovo Španělsko v době 2. světové války

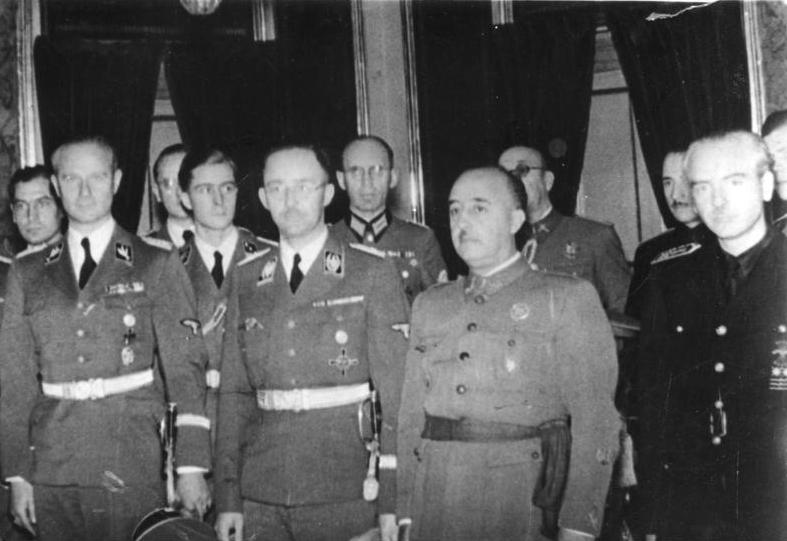
Franco (druhý zprava) v říjnu 1940, na konferenci v Berlíně. Poblíž stojí Heinrich Himmler.

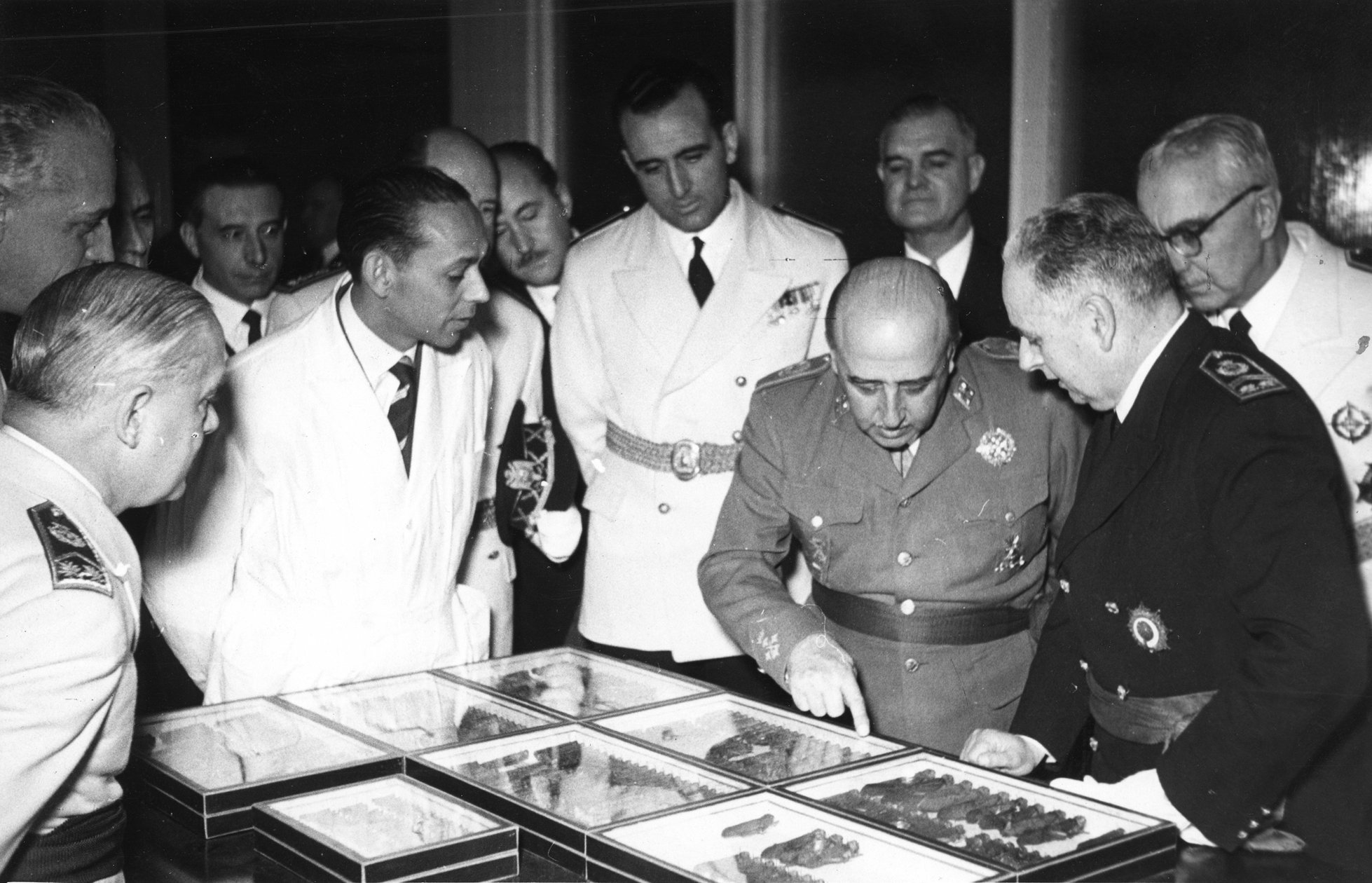
Franco si prohlíží exponáty v nově otevřeném centru pro veterány občanské války (1954).

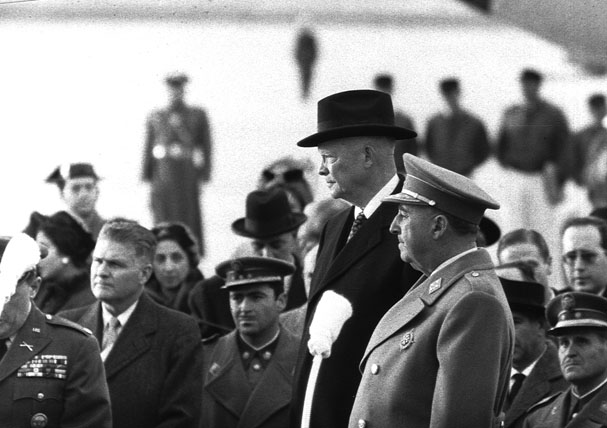
Návštěva amerického prezidenta Eisenhowera (1959).

V roce 1940 byl vytvořen „Vertikální odborový svaz", který vycházel z korporativistických ideálů Primo de Rivery. Tento svaz se stal jedinou povolenou odborovou organizací.
Po vypuknutí druhé světové války Franco vyhlásil španělskou neutralitu, ale brzy učinil krok směrem k větší angažovanosti a vyhlásil stav „neútočení". Podle některých historiků Adolf Hitler, představitel nacistického Německa, se pokusil Franka přesvědčit, aby španělští vojáci vypomohli zemím Osy v bojích proti Spojencům. Franco to prý odmítl s poukazem na velké ztráty v domácí občanské válce. Nabídl však Hitlerovi k využití španělské přístavy. Jiní[kdo?] tvrdí, že Franco chtěl nacistické Německo vojensky podpořit, ale Hitler o španělskou účast ve válce příliš nestál, protože se obával, že nová fronta by byla Německu spíše na obtíž. Když Hitler později napadl Sovětský svaz, vyslalo Španělsko na východní frontu dobrovolnickou „Modrou divizi“, která tam bojovala na straně nacistického Německa. Za druhé světové války španělští diplomaté v zemích Osy odmítali podlehnout tlaku nacistických a fašistických sil na přijetí antisemitských zákonů. Španělsko si tak uhájilo status útočiště židovských uprchlíků. V roce 1943, když už Německo sláblo, vrátilo se Španělsko do pozice plné neutrality.

### Období izolace (1945–1953)
Po skončení druhé světové války Spojenci zabránili Španělsku ve vstupu do OSN na základě vazeb tohoto státu na mocnosti Osy. Frankův režim byl považován, jak zeměmi východního bloku, tak i mnohými západními zeměmi za pohrobka středoevropského fašismu. V důsledku toho přijala OSN brzy rezoluci odsuzující Frankův režim. Tato rezoluce vyzývala státy k odvolání jejich velvyslanců ze Španělska. Pouze Portugalsko a některé latinskoamerické země, např. Perónova Argentina, odmítly jednat podle této rady.
Tak se frankistický režim dostal do mezinárodní izolace, mezi jejíž dopady patřilo rovněž uzavření francouzské státní hranice – tento krok nevedl k oslabení režimu, naopak posílil jeho vnitrostátní podporu. Tato izolace byla frankisty vyložena jako moderní pokračování černé legendy, mnohými příznivci režimu byla vnímána jako boj Židů a Svobodných zednářů proti věrnému katolickému Španělsku.
V roce 1947 poslal argentinský prezident svoji ženu Evitu na návštěvu Španělska, kde byla nadšeně přivítána.
Po 2. světové válce byla španělská ekonomika v zoufalém stavu, způsobeném nejen válkou, ale také Frankovými ekonomickými experimenty. Přídělový systém na potraviny byl v určité míře využíván až do roku 1952. Válka a ekonomická izolace posunovala režim k větší autokracii, což bylo vítáno zejména falangisty. Základní rysy ekonomiky byly následující: omezení dovozu, ekonomická soběstačnost, státem kontrolovaná výroba a volný trh se základními potřebami, státem zakládaný průmysl a budování infrastruktury, která byla občanskou válkou značně poničena.

### Vystoupení z izolace (1953–1959)
Rostoucí napětí mezi Spojenými státy a Sovětským svazem v 50. letech vedlo americkou vládu k hledání nových spojenců v Evropě. Francův režim byl od samého vzniku konstituován jako jasně antikomunistický, čímž se stal v očích USA spojencem ve Studené válce.

### Španělský zázrak (1959–1973)
Španělský zázrak (Desarrollo), tak je označován ekonomický rozkvět Španělska v letech 1959–1973. Toto období je vnímáno jako velký úspěch Frankovy vlády. Během tohoto období výrazně stouply Španělům výdělky, což dalo vzniknout mnoha rozvinutým oblastem a položilo základ silné střední třídě, která později převzala otěže při budování demokracie. Frankův ministr turistiky Manuel Fraga otevřel zemi především movitým turistům, což přineslo velké příjmy z turistického ruchu. Současně však pokračovaly procesy proti politickým vězňům a byla potírána kultura a jazyk ostatních národů Španělska — Katalánců, Basků či Galicijců, přestože Franco z Galicie pocházel.

### Poslední Frankova léta (1973–1975)
Ropná krize v roce 1973 vedla k ekonomické stagnaci, a ta k četným stávkám.
Francův zhoršující se zdravotní stav vedl k posílení vlivu admirála Luise Carrera Blanca, ten byl však roku 1973 zavražděn baskickou teroristickou organizací ETA. Předsedou vlády se stal Carlos Arias Navarro, který se pokusil zavést reformy, které by tehdejší španělský politický režim posunuly směrem k liberální demokracii. To vedlo ke sporům mezi dvěma frakcemi ve státní správě, mezi bunkeristy (pravice, zastánci zachování režimu) a aperturisty, kteří prosazovali přechod k uvolněnějším poměrům.
V roce 1960 Franco nabídl vládu dědici španělského trůnu Juanu Carlosovi I., který se také po jeho smrti v roce 1975 stal španělským králem. Vdova po Francovi Carmen Polo pak od krále obdržela čestný titul seňora de Meiras. Svého manžela přežila o třináct let a zemřela 6. února 1988. Maríi del Carmen, dceři zemřelého Franca, propůjčil král titul vévodkyně. María del Carmen se v roce 1950 vdala za Cristobala Martinéz-Bordiú, markýze z Villaverde, s nímž měla sedm dětí. Jedním z jejich vnuků, a tedy pravnukem generála Franca, je i současný legitimistický pretendent francouzského trůnu Ludvík Alfons, vévoda z Anjou (dle legitimistů Ludvík XX.).

## Frankova éra a její vnímání dnes
Celkové hodnocení jeho dlouhé vlády je dodnes nejednoznačné. V roce 2006 informovala BBC, že evropský poslanec za Ligu polských rodin Maciej Giertych vyjádřil obdiv Frankovi, který podle něj garantoval udržení tradičních hodnot v Evropě. V dnešní Evropě však převažuje odlišný názor. Mnoho soch a frankistických symbolů bylo odstraněno, včetně velké Frankovy jezdecké sochy v Madridu, kterou nechala levicová vláda odstranit v roce 2005. Evropský parlament odsoudil frankistický režim deklarací, která obviňuje režim z rozsáhlého porušování lidských práv. V roce 2025 se španělská vláda rozhodla zveřejnit dokumenty vzniklé v době frankistického Španělska.

### Údolí Padlých

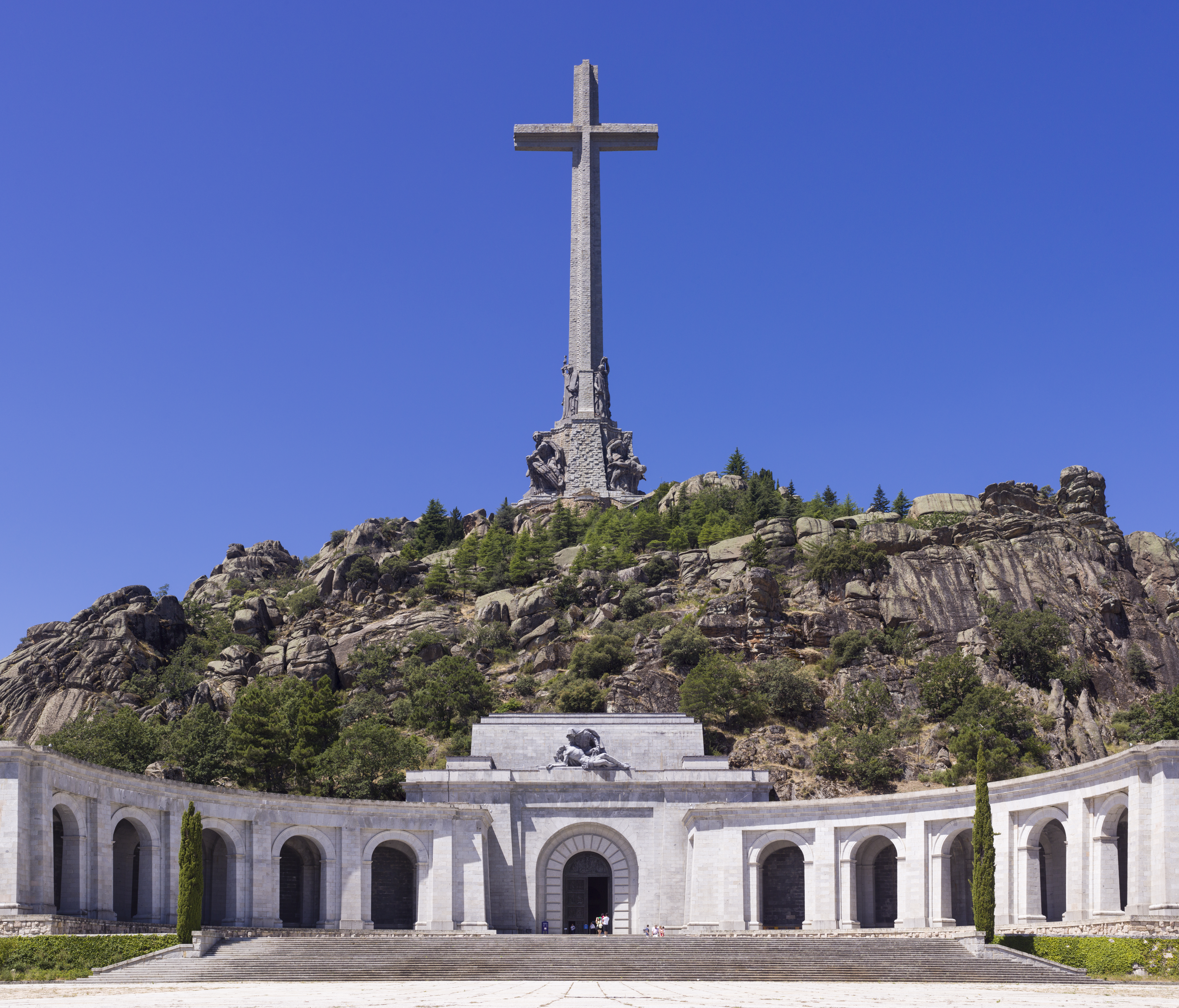
Údolí padlých

Francisco Franco byl původně pochován spolu se zakladatelem Falangy José Antoniem Primo de Riverou pod oltářem v monumentální bazilice Údolí padlých (Valle de los Caídos) poblíž Escorialu, která i v dnešní době představuje hlavní symbol „frankismu“. Franco nechal celý komplex zřídit na paměť „padlých naší slavné Křížové výpravy“. Návštěvníci zde často otevřeně používají frankistické symboly a vždy 20. listopadu, na výročí smrti obou vůdců, se Údolí padlých stává poutním místem přívrženců generála Franka. Tato bazilika je funkční katolický chrám, vytesaný do skály.

### Exhumace
V roce 2018 rozhodla španělská socialistická vláda Pedra Sáncheze o exhumaci Francových ostatků z baziliky Údolí padlých. To se stalo 24. října 2019, kdy byly ostatky vyzvednuty a přeneseny do rodinné hrobky na madridském předměstí El Pardo. Hlavním vládním argumentem byl nesouhlas s tím, aby byl důstojně pochován na stejném místě jako téměř 34 000 obětí z obou táborů španělské občanské války.